# Projecció tèrmica amb flama
La projecció tèrmica amb flama o metal·lització és un procediment o tècnica de la projecció tèrmica. Es tracta que una flama d'oxi-combustible funda el metall d'aportació (pols o fil) i per mitjà d'un gas propulsor projecta les partícules líquides sobre el substrat. Aquest procediment se sol emprar per a protecció contra la corrosió (zinc, aliatges d'alumini…) i contra el desgast. El seu nom prové de l'anglès "flame spray" i és la tecnologia de projecció tèrmica més antiga. Va ser inventada per Max Ulrich Schoop el 1914